# Anisodes poliotaria
Anisodes poliotaria är en fjärilsart som beskrevs av Dyar 1913. Anisodes poliotaria ingår i släktet Anisodes och familjen mätare. Inga underarter finns listade i Catalogue of Life.